# 2013年度壹電視大獎得獎名單
2013年度壹電視大獎得獎名單，為香港《壹週刊》主辦第二十三屆壹電視大獎得獎名單。頒獎典禮原定於2013年3月27日舉行，但最終被取消。

## 停办
由於《壹週刊》報道TVB旗下部分藝人（如徐子珊、楊怡、羅仲謙等）的負面新聞，TVB代表表示將封殺本頒獎禮，不批准艺员接受访问，也不派员出席颁奖礼，因此特輯未能如期拍攝，頒獎典禮亦未有舉行。

## 十大電視節目
- 第一位：老表，你好嘢！
- 第二位：護花危情
- 第三位：大太監
- 第四位：法網狙擊
- 第五位：雷霆掃毒
- 第六位：名媛望族
- 第七位：巴不得媽媽...
- 第八位：天梯
- 第九位：怒火街頭2
- 第十位：最佳男主角

## 十大電視藝人
- 第一位：鍾嘉欣
- 第二位：馬國明
- 第三位：楊　怡
- 第四位：王祖藍
- 第五位：胡杏兒
- 第六位：萬綺雯
- 第七位：黎耀祥
- 第八位：林　峯
- 第九位：陳　豪
- 第十位：徐子珊

## 最有前途藝人
- 最有前途男藝人：沈震軒
- 最有前途女藝人：苟芸慧

## 最搶戲配角
- 最搶戲男配角：陳國邦
- 最搶戲女配角：黃智雯